# Peters-Bulldoggfledermaus
Die Peters-Bulldoggfledermaus (Eumops bonariensis) ist eine Fledermausart aus der Familie der Bulldoggfledermäuse, welche in Zentral- und Südamerika beheimatet ist. 
Der Artname „bonariensis“ leitet sich von Buenos Aires ab, wo der Holotyp gesammelt wurde.

## Beschreibung
Peters-Bulldoggfledermaus ist mit einer Unterarmlänge von 37 bis 49 mm und einer Gesamtlänge von 89 bis 91 mm die kleinste bekannte Bulldoggfledermaus. Gewicht und Größe sind regional variabel. Individuen in Venezuela wiegen im Schnitt 7–7,4 g, in Bolivien 12–18 g, in Argentinien 17,4–18,2 g und in Paraguay 13,7–14,5 g. Die Männchen sind dabei jeweils etwas größer als die Weibchen. 
Die Fellfarbe am Rücken ist schokoladenbraun bis zimt-farben, die Basis der Haare ist weiß. Das Bauchfell ist heller als das Fell am Rücken, wobei die Haare eine graue bis weiße Spitze aufweisen.
Die Ohren sind breit und in der Mitte miteinander verbunden. Nach vorne gelegt ragen sie über die Schnauze hinaus. Die Schnauze ist relativ breit, mit hakenförmigen oberen Schneidezähnen. Das Kinn ist mit kurzen Borsten versehen, die Oberlippe ist im Vergleich zu anderen Bulldoggfledermäusen glatt.

## Lebensweise
Die Peters-Bulldoggfledermaus ist wie die meisten Fledermäuse nachtaktiv und ernährt sich primär von Insekten. Tagsüber verstecken sich die Tiere unter loser Baumrinde oder in Dächern von Gebäuden. Den Unterschlupf teilen sie sich manchmal mit anderen Fledermausarten wie Myotis fortidens, Roten Samtfledermaus (Molossus rufus) und der Bonda-Samtfledermaus (Molossus bondae). Die Peters-Bulldoggfledermaus lebt in Gruppen von bis zu 20 Tieren, wobei jeweils mehr Weibchen als Männchen in den Gruppen vorzufinden sind.
Dank seiner schmalen und langen Flügel ist die Peters-Bulldoggfledermaus ein schneller Flieger, der den Luftraum über den Baumkronen beansprucht.

## Fortpflanzung
Tragende Weibchen sind von März bis Juni zu finden, wobei die Geburt synchronisiert Mitte bis Ende Juni stattfindet. Regional wurden trächtige Tiere im Oktober und November beobachtet, weshalb die Art wahrscheinlich polyöstrisch ist. Es wird jeweils nur ein einziges Jungtier geboren. Die Säugezeit beträgt 6–8 Wochen.

## Verbreitung
Die Peters-Bulldoggfledermaus kommt vom Süden Mexikos bis Mittel-Argentinien vor, wobei es von Guatemala und Costa Rica keine Nachweise gibt. Ihr Bestand wird von der IUCN dank ihrer weiten Verbreitung als nicht gefährdet eingestuft, jedoch steht die Art in Mexiko unter Schutz.